# اليخاندرو فليبي
اليخاندرو فليبي (Alejandro Felipe Flores) ممثل مكسيكي صغير ولد في المكسيك في 18 ديسمبر 1998. شارك في عدة أفلام مكسيكية، ولاتينية أبرزها مسلسل أين أبي سنة 2005 في دور فريخوليطو.

## روابط خارجية
- اليخاندرو فليبي على موقع IMDb (الإنجليزية)
- اليخاندرو فليبي على موقع قاعدة بيانات الفيلم (الإنجليزية)